# Mateusz Ojrzyński
Mateusz Ojrzyński (Oyrzyński) herbu Lubicz – burgrabia grodzki warszawski w 1787 roku, sędzia ziemiański warszawski, konsyliarz konfederacji targowickiej ziemi warszawskiej. Komisarz porządkowy Księstwa Mazowieckiego w czasie insurekcji kościuszkowskiej. 